# Vacunació
La vaccinació (de vegades, vacunació) és l'administració de vaccins per a ajudar el sistema immunològic a desenvolupar protecció contra malalties. Els vaccins contenen un microorganisme o un virus en estat afeblit, viu o mort, o proteïnes o toxines de l'organisme. En estimular la immunitat adaptativa del cos, ajuden a prevenir malalties infeccioses. Quan un percentatge prou ampli de la població ha estat vaccinat, es produeix la immunitat de grup, la qual protegeix als qui estan immunodeprimits i no poden rebre vaccins per risc d'emmalaltir. L'eficàcia de la vaccinació ha estat àmpliament estudiada i verificada. La vaccinació és el mètode més eficaç per a prevenir malalties infeccioses; immunitat generalitzada per la vaccinació és en gran part responsable de l'erradicació mundial de la pigota i de l'eliminació de malalties com la poliomielitis i el tètanus en gran part del món. No obstant, algunes malalties han experimentat un augment de casos per una reducció en la taxa de vaccinació en la dècada de 2010, fet atribuït, en part, a la controvèrsia dels vaccins.
La primera malaltia que es va intentar de prevenir mitjançant la inoculació de petites dosis del propi agent morbós va ser probablement la pigota, i el primer ús registrat de variolació va ocórrer al segle XVI a la Xina. També va ser la primera malaltia per a què es va produir un vaccí. Tot i que almenys sis persones havien fet servir els mateixos principis anys abans, el vaccí contra la pigota va ser inventat el 1796 pel metge anglès Edward Jenner. Va ser el primer de publicar proves que era eficaç i de brindar assessorament sobre la producció. Louis Pasteur va avançar el concepte a través del seu treball en microbiologia. La immunització es va anomenar vaccinació perquè derivava d'un virus que afecta les vaques (en llatí, vacca). La pigota és una malaltia contagiosa i mortal que causa la mort de 20-60% dels adults infectats i de més de 80% dels nens infectats. Quan la pigota va ser finalment erradicada el 1979, s'estima que ja havia matat entre 300 i 500 milions de persones al segle xx.
La vaccinació i la immunització tenen un significat semblant en el llenguatge quotidià. Açò és diferent de la inoculació, que fa servir patògens vius no debilitats. Els esforços de vaccinació s'han enfrontat amb certa reticència per motius científics, ètics, polítics, de seguretat mèdica i religiosos, encara que cap religió important s'oposa a la vaccinació i algunes la consideren una obligació a causa del potencial de salvar vides.

## Funcionament

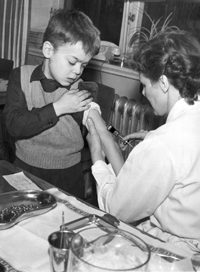
A Suecia, la vacunació contra la poliomielitis va començar el 1957.

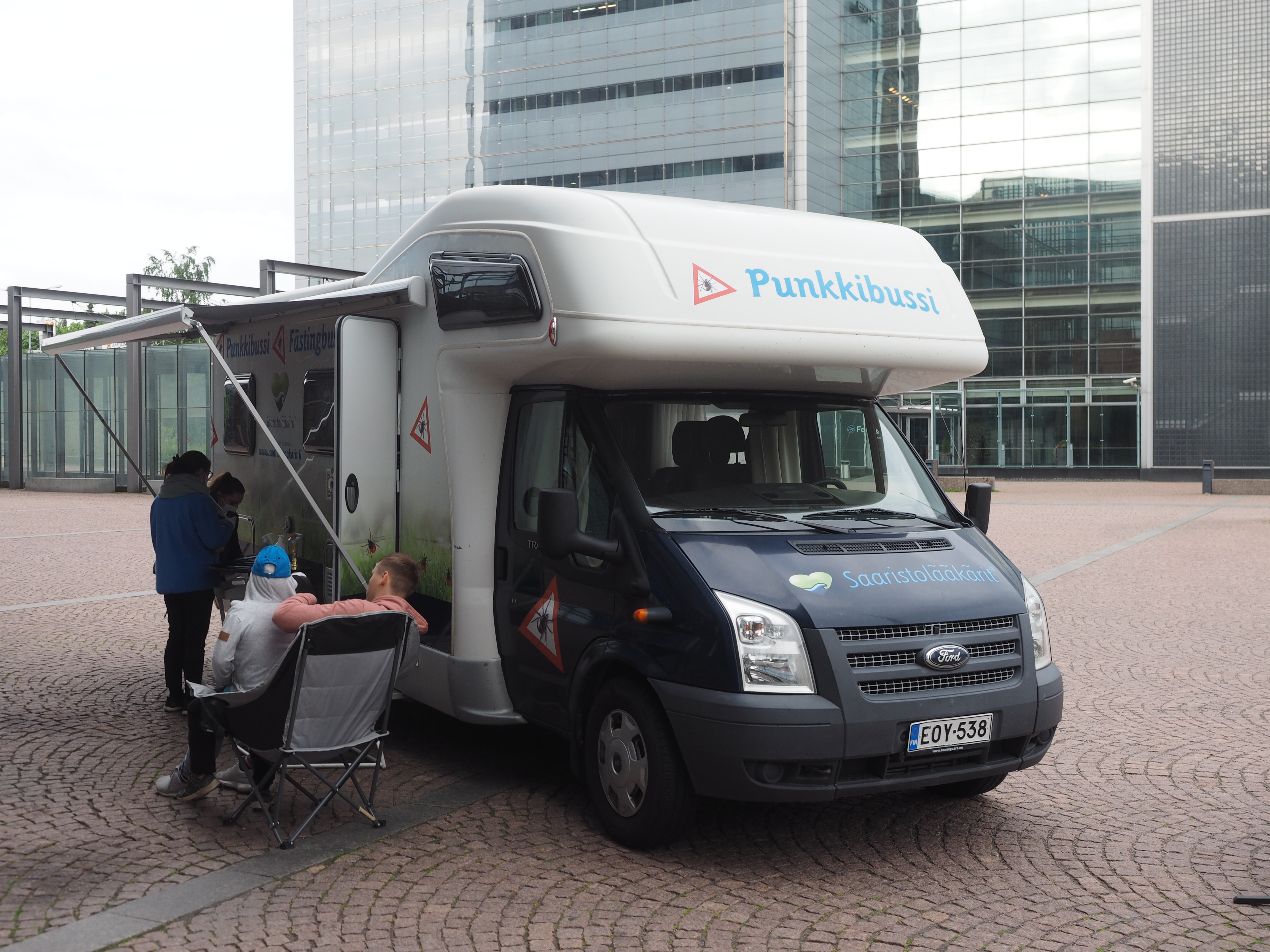
Un laboratori de medicina mòbil que proporciona vacunes contra malalties transmeses per paparres.

Els vaccins són una forma d'activar artificialment el sistema immunològic per a protegir-lo contra malalties infeccioses. L'activació es produeix mitjançant la preparació de el sistema immunològic amb un immunogen. Estimular les respostes immunitàries amb un agent infecciós es coneix com immunització. La vaccinació inclou diverses formes d'administrar immunogens.
La majoria dels vaccins s'administren abans que el pacient contregui una malaltia per a ajudar a augmentar la protecció futura. No obstant això, alguns vaccins s'administren després que el pacient ja ha contret una malaltia. S'informa que els vaccins administrats després de l'exposició a la pigota ofereixen una certa protecció contra la malaltia o que poden reduir-ne la gravetat. Louis Pasteur va donar el primer vaccí contra la ràbia a un nen després que el mossegués un gos rabiós. D'ençà del descobriment, el vaccí contra la ràbia ha demostrat de ser eficaç per a prevenir la ràbia en humans quan s'administra diverses vegades durant 14 dies juntament amb immunoglobulina antiràbica i cura de ferides. Altres exemples inclouen vaccins experimentals contra la sida. Aquestes immunitzacions tenen com a objectiu de desencadenar una resposta immunitària més ràpidament i amb menys dany orgànic que la infecció natural.

La majoria dels vaccins són administrats mitjançant la injecció, perquè no s'absorbeixen de manera fiable en els intestins. La poliomielitis viva atenuada, el rotavirus, alguns vaccins contra la febre tifoide i contra el còlera s'administren per via oral per a produir immunitat a l'intestí. Si bé la vaccinació proporciona un efecte durador, generalment demora diverses setmanes a desenvolupar-se. Açò difereix de la immunitat passiva (la transferència d'anticossos, com en la lactància), que té un efecte immediat.
Un vaccí falla quan un organisme contrau una malaltia malgrat estar-hi vaccinat. Diem que falla primàriament quan el sistema immunològic no produeix anticossos. Els vaccins poden fallar quan s'administren en diverses sèries i no produeixen una resposta immunitària. El terme "fallada del vaccí" no implica necessàriament que el vaccí sigui defectuosa. La majoria de les errors dels vaccins es deuen simplement a variacions individuals en la resposta inmunitària.

### Vacunació versus inoculació
El terme inoculació s'utilitza sovint de manera bescanviable amb el terme vacunació. No obstant això, els termes no són sinònims. 
"La vacunació és el terme més comunament utilitzat, que en realitat consisteix en una injecció 'segura' d'una mostra presa d'una vaca que pateix verola bovina... La inoculació, una pràctica probablement tan antiga com la pròpia malaltia, és la injecció del virus varicocele extret d'una pústula o crosta d'un malalt de verola en les capes superficials de la pell, comunament en la part superior del braç del subjecte. Sovint, la inoculació es va realitzar "braç a braç" o, amb menor eficàcia, "crosta a braç"... "
La inoculació sovint provocava que el pacient s'infectés amb verola i, en alguns casos, la infecció es va convertir en un cas greu.
Les aplicacions confirmades d'inoculació per la verola van ocórrer a la Xina en la dècada de 1550.
Les vacunes van començar en el segle xviii amb el treball d'Edward Jenner i la vacuna contra la verola.

## Seguretat

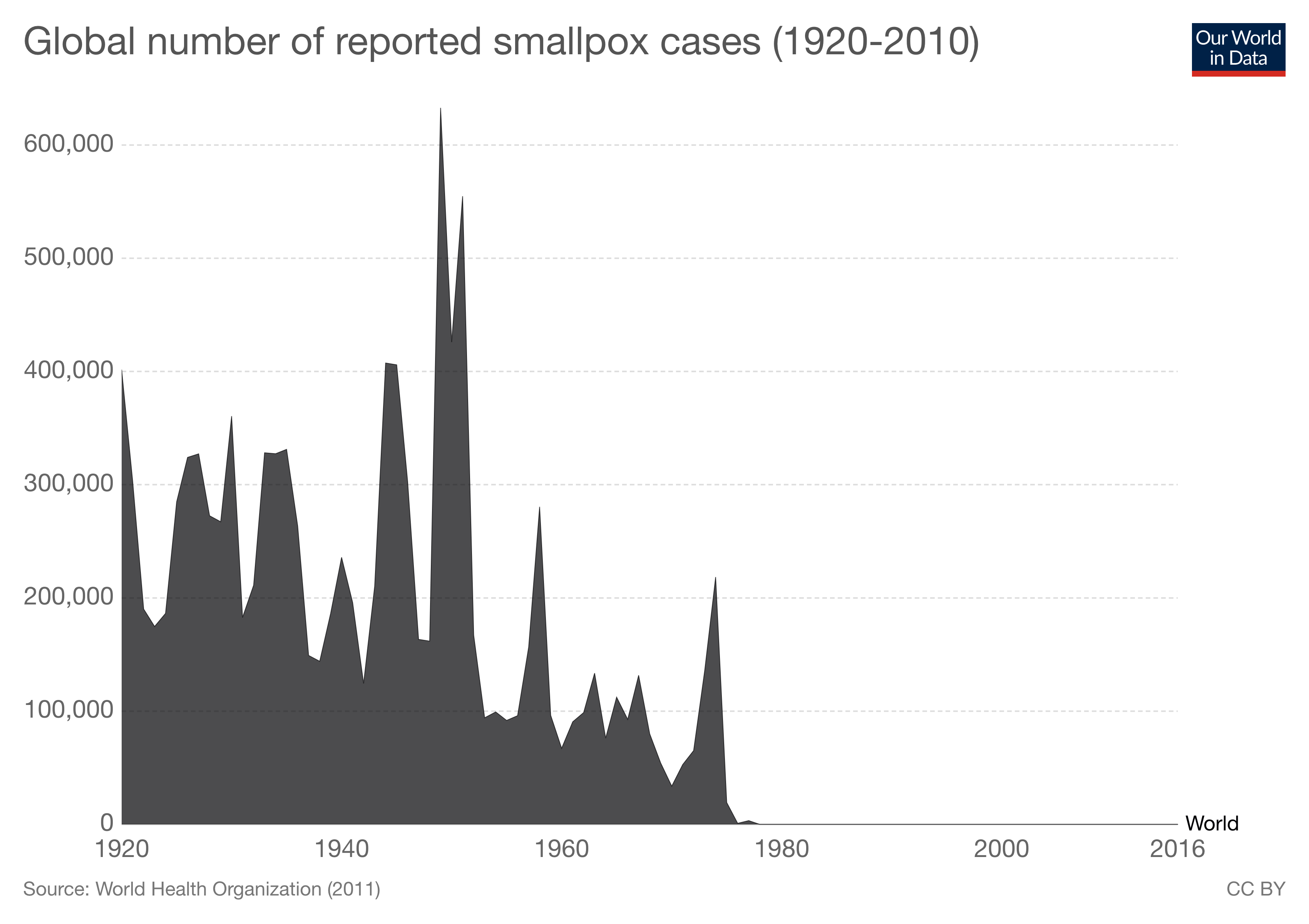
Casos mundials de verola des de 1920 fins a 2010

### Desenvolupament i aprovació de vacunes
Igual que qualsevol medicament o procediment, cap vacuna pot ser 100% segura o eficaç per a tots perquè el cos de cada persona pot reaccionar de manera diferent. Si bé els efectes secundaris menors, com dolor o febre baixa, són relativament comuns, els efectes secundaris greus són molt estranys i ocorren en aproximadament 1 de cada 100.000 vacunes i generalment involucren reaccions al·lèrgiques que poden causar urticària o dificultat per a respirar. No obstant això, les vacunes són les més segures de la història i cada vacuna se sotmet a rigorosos assajos clínics per a garantir la seva seguretat i eficàcia abans de l'aprovació la FDA, de l'Agència Europea de Medicaments (EMA) i altres organismes reguladors.
Abans de les proves en humans, les vacunes es processen a través d'algorismes informàtics per a modelar com interactuaran amb el sistema immunològic i es proven en cèl·lules en un cultiu. Durant la següent ronda de proves, els investigadors estudien les vacunes en animals, inclosos ratolins, conills, cobais i micos. Les vacunes que passen cadascuna d'aquestes etapes de prova són aprovades pels organismes reguladors per a iniciar una sèrie de proves en humans de tres fases, avançant a fases superiors només si es consideren segures i efectives a la fase anterior. Les persones en aquests assajos participen voluntàriament i han de demostrar que comprenen el propòsit de l'estudi i els riscos potencials.
Durant els assajos de fase I, es prova una vacuna en un grup d'aproximadament 20 persones amb l'objectiu principal d'avaluar la seguretat de la vacuna. Els assajos de fase II amplien les proves per a incloure de 50 a diversos centenars de persones. Durant aquesta etapa, es continua avaluant la seguretat de la vacuna i els investigadors també recopilen dades sobre l'eficàcia i la dosi ideal de la vacuna. Les vacunes que es determina que són segures i eficaces després avancen als assajos de fase III, que se centra en l'eficàcia de la vacuna en centenars o milers de voluntaris. Aquesta fase pot trigar diversos anys a completar-se i els investigadors aprofiten aquesta oportunitat per a comparar als voluntaris vacunats amb els quals no han estat vacunats per a ressaltar les veritables reaccions que es produeixin a la vacuna.
Si una vacuna passa totes les fases de prova, el fabricant pot sol·licitar la llicència de la vacuna a través dels organismes reguladors. Abans que s'aprovi l'ús en el públic en general, revisen exhaustivament els resultats dels assajos clínics, proves de seguretat, proves de puresa i mètodes de fabricació i estableixen que el fabricant mateix compleix amb els estàndards governamentals en moltes altres àrees. No obstant això, les proves de seguretat de les vacunes mai acaben.
Després de l'aprovació, es continua monitorant els protocols de fabricació, la puresa dels lots i la pròpia planta de fabricació. A més, la majoria de les vacunes també se sotmeten a assajos de fase IV, que monitoren la seguretat i eficàcia de les vacunes en desenes de milers de persones, o més, al llarg de molts anys. Això permet detectar i avaluar reaccions retardades o molt estranyes.

### Efectes secundaris
Els Centres per al Control i la Prevenció de Malalties (CDC) han compilat una llista de vacunes i els seus possibles efectes secundaris. El risc d'efectes secundaris varia d'una vacuna a una altra, però a continuació es mostren exemples d'efectes secundaris i la seva taxa aproximada d'ocurrència amb la vacuna contra la diftèria, el tètanus i la tos ferina acel·lular (DTaP), una vacuna infantil comuna.
Efectes secundaris lleus (freqüents)
- Febre lleu (1 de cada 4)
- Enrogiment, dolor, inflor en el lloc de la injecció (1 de cada 4)
- Fatiga, falta de gana (1 de cada 10)
- Vòmits (1 de cada 50)

Efectes secundaris moderats (poc freqüents)
- Convulsions (1 de 14.000)
- Febre alta (més de 40,5 °C) (1 de 16.000)

Efectes secundaris greus (estranys)
- Reacció al·lèrgica greu (1 de cada 1.000.000)
- S'han informat altres problemes greus que inclouen convulsions a llarg termini, coma, dany cerebral, però són tan estranys que no és possible saber si són de la vacuna o no.

Certes vacunes han tingut resultats adversos identificats després de ser utilitzades en programes de vacunació massiva. El 1976, als Estats Units, es va suspendre un programa de vacunació massiva amb la vacuna contra la grip porcina després de casos de síndrome de Guillain-Barré. William Foege dels CDC va estimar que la incidència de Guillain-Barré va ser quatre vegades major en les persones vacunades que en les quals no van rebre la vacuna contra la grip porcina.
Es va descobrir que la dengvaxia, l'única vacuna aprovada per a la febre del dengue, augmenta 1,58 vegades el risc d'hospitalització per dengue en nens de 9 anys o menys, la qual cosa va resultar en la suspensió d'un programa de vacunació massiva a les Filipines en 2017.
Pandemrix, una vacuna per a la pandèmia H1N1 de 2009 que es va administrar al voltant de 31 milions de persones tenia un nivell més alt de casos adversos que les vacunes alternatives que van donar lloc a accions legals. En resposta als informes de narcolèpsia després de la immunització amb Pandemrix, els CDC van dur a terme un estudi poblacional i van trobar que les vacunes contra la grip H1N1 2009 aprovades per la FDA no es van associar amb un major risc de trastorn neurològic.

### Ingredients
Els ingredients de les vacunes poden variar molt de l'una a l'altra i no hi ha dues vacunes iguals. Els CDC ha compilat una llista de vacunes i els seus ingredients.

#### Alumini
L'alumini és un ingredient adjuvant en algunes vacunes. Un adjuvant és un tipus d'ingredient que s'usa per a ajudar el sistema immunològic del cos a crear una resposta immunològica més forta després de rebre la vacuna. L'alumini està en forma de sal (la versió iònica d'un element) i s'usa en els següents compostos: hidròxid d'alumini, fosfat d'alumini i sulfat d'alumini i potassi. Per a un element donat, la forma iònica té propietats diferents a les de la forma elemental. Encara que és possible tenir toxicitat per alumini, les sals d'alumini s'han utilitzat de manera eficaç i segura des de la dècada de 1930, quan es van utilitzar per primera vegada amb les vacunes contra la diftèria i el tètanus. Encara que existeix un petit augment en la possibilitat de tenir una reacció local a una vacuna amb una sal d'alumini (enrogiment, dolor i inflor), no existeix un major risc de reaccions greus.

#### Mercuri
Algunes vacunes contenen un compost anomenat timerosal, que és un compost orgànic que conté mercuri. El mercuri es troba comunament en dues formes que es diferencien pel nombre de grups de carboni en la seva estructura química. El metilmercuri (un grup de carboni) es troba en el peix i és la forma que la gent sol ingerir, mentre que l'etilmercuri (dos grups de carboni) és la forma que es troba en el timerosal. Encara que els dos tenen compostos químics similars, no tenen les mateixes propietats químiques i interactuen amb el cos humà de manera diferent. L'etilmercurio s'elimina del cos més ràpid que el metilmercuri i és menys probable que causi efectes tòxics.
El timerosal s'usa per a prevenir el creixement de bacteris i fongs en vials que contenen més d'una dosi d'una vacuna. Això ajuda a reduir el risc d'infeccions potencials o malalties greus que podrien ocórrer per la contaminació d'un vial de vacuna. Encara que existeix un petit augment en el risc d'enrogiment i inflor en el lloc de la injecció amb les vacunes que contenen timerosal, no existeix un major risc de danys greus, inclòs l'autisme. Encara que l'evidència recolza la seguretat i eficàcia del timerosal en les vacunes, el timerosal es va eliminar de les vacunes infantils als Estats Units en 2001 com a mesura de precaució.

### Vigilància
| Iniciatives de l'Oficina de Seguretat de les Immunitzacions dels CDC        | Organitzacions governamentals                                                                                | Organitzacions no governamentals                     |
| --------------------------------------------------------------------------- | --- | ---------------------------------------------------- |
| Sistema de notificació de reaccions adverses a les vacunes (VAERS)          | Centre d'Avaluació i Recerca de Productes Biològics (CBER) de l'Administració d'Aliments i Medicaments (FDA) | Coalició d'Acció d'Immunització (IAC)                |
| Enllaç de dades de seguretat de vacunes (VSD)                               | Administració de serveis i recursos de salut (HRSA)                                                          | Institut de Pràctiques Segures de Medicaments (ISMP) |
| Projecte d'avaluació de la seguretat de les immunitzacions clíniques (CISA) | Instituts Nacionals de Salut (NIH)                                                                           |                                                      |
| Preparació per a emergències per a la seguretat de les vacunes              | Oficina del Programa Nacional de Vacunes (NVPO)                                                              |                                                      |

Els protocols d'administració, l'eficàcia i els esdeveniments adversos de les vacunes són monitorats per organitzacions governamentals,i agències independents, que revaluen constantment les pràctiques de les vacunes. Igual que amb tots els medicaments, l'ús de la vacuna està determinat per la recerca de salut pública, la vigilància i la notificació als governs i al públic.

## Ús

Proporció de nens que van rebre vacunes clau el 2016.

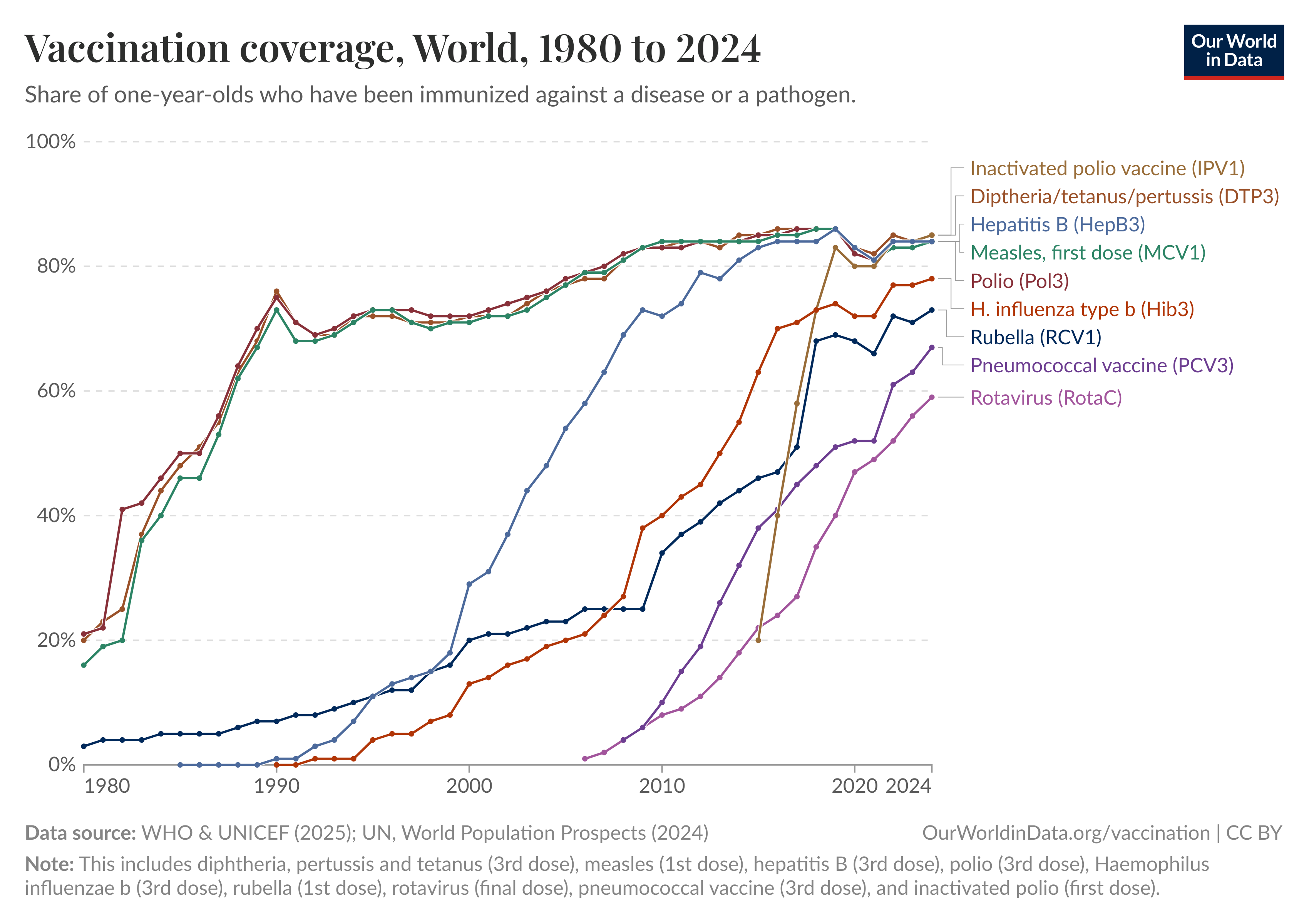
Cobertura mundial de vacunació de 1980 a 2019 entre els nens d'un any

L'Organització Mundial de la Salut (OMS) estima que la vacunació evita entre 2 i 3 milions de morts per any (en tots els grups d'edat) i fins a 1,5 milions de nens moren cada any degut a malalties que podrien haver-se previngut mitjançant la vacunació. Calculen que el 29% de les morts de nens menors de cinc anys en 2013 van ser prevenibles amb vacunes. En altres parts del món en desenvolupament, s'enfronten al desafiament de tenir una menor disponibilitat de recursos i vacunes. Països com els d'Àfrica subsahariana no poden permetre's el luxe de proporcionar la gamma completa de vacunes infantils.

### Estats Units
Les vacunes han provocat importants reduccions en la prevalença de malalties infeccioses als Estats Units. El 2007, els estudis sobre l'eficàcia de les vacunes en les taxes de mortalitat o morbiditat de les persones exposades a diverses malalties van mostrar una disminució de gairebé el 100% en les taxes de mortalitat i una disminució d'aproximadament un 90% en les taxes d'exposició. Això ha permès que organitzacions i estats específics adoptin estàndards per a les vacunes recomanades per a la primera infància. Les famílies amb baixos ingressos que no poden pagar les vacunes d'una altra manera compten amb el suport d'aquestes organitzacions i de lleis governamentals específiques. El Programa de Vacunes per a Nens i la Llei del Segur Social són dos actors principals en el suport als grups socioeconòmics més baixos.
El 2000, els CDC van declarar que el xarampió s'havia eliminat als EE. UU. (definit com a absència de transmissió de la malaltia durant 12 mesos continus). No obstant això, amb el creixent moviment contra les vacunes, els Estats Units va veure un ressorgiment de certes malalties prevenibles amb vacunes. El virus del xarampió va perdre el seu estat d'eliminació en els EE. UU., ja que el nombre de casos de xarampió continua augmentant en els últims anys amb un total de 17 brots el 2018 i 465 brots el 2019 (a 4 d'abril de 2019).

## Rutes d'administració
L'administració d'una vacuna pot ser oral, per injecció (intramuscular, intradèrmica, subcutània), per punció, transdèrmica o intranasal. Diversos assajos clínics recents han tingut com a objectiu administrar les vacunes a través de les superfícies mucoses perquè siguin absorbides pel sistema d'immunitat mucosal comuna, evitant així la necessitat d'injeccions.

## Economia de la vacunació
La salut s'utilitza sovint com una de les mètriques per a determinar la prosperitat econòmica d'un país. Això es deu al fet que les persones més sanes solen estar més ben preparades per a contribuir al desenvolupament econòmic d'un país que les persones malaltes. Hi ha moltes raons per a això. Per exemple, una persona que està vacunada contra la grip no sols es protegeix a si mateixa del risc de contraure el grip, sinó que al mateix temps també s'evita infectar els qui l'envolten. Això porta a una societat més saludable, la qual cosa permet que les persones siguin més productives econòmicament. En conseqüència, els nens poden assistir a l'escola amb més freqüència i s'ha demostrat que obtenen millors resultats acadèmics. De la mateixa manera, els adults poden treballar amb més freqüència, de manera més eficient i més eficaç.

### Costs i beneficis
En general, les vacunes generen un benefici net per a la societat. Les vacunes sovint es destaquen pels seus alts valors de retorn de la inversió (ROI), especialment quan es consideren els efectes a llarg termini. Algunes vacunes tenen valors de ROI molt més alts que unes altres. Els estudis han demostrat que les relacions entre els beneficis de la vacunació i els costos poden diferir substancialment: de 27:1 per a la diftèria/tos ferina, a 13,5:1 per al xarampió, 4,76:1 per a la varicel·la i 0,68-1,1 :1 per a conjugat pneumococ. Alguns governs opten per subsidiar els costos de les vacunes, a causa d'alguns dels alts valors de ROI atribuïts a les vacunes. Els Estats Units subsidia més de la meitat de totes les vacunes per a nens, que costen entre $400 i $ 600 cadascuna. Encara que la majoria dels nens es vacunen, la població adulta dels EE. UU. encara està per sota dels nivells d'immunització recomanats. Es poden atribuir molts factors a aquest problema. Molts adults que tenen altres afeccions de salut no poden vacunar-se de manera segura, mentre que uns altres opten per no vacunar-se pel bé dels beneficis financers privats. Molts estatunidencs disposen d'una assegurança insuficient i, com a tals, han de pagar les vacunes de la seva butxaca. Uns altres són responsables de pagar alts deduïbles i copagaments. Encara que les vacunes generalment generen beneficis econòmics a llarg termini, molts governs lluiten per pagar els alts costos a curt termini associats amb la mà d'obra i la producció. En conseqüència, molts països s'obliden de proporcionar tals serveis.
La Coalition for Epidemic Preparedness Innovations va publicar un estudi en The Lancet el 2018 que va estimar els costos de desenvolupar vacunes per a malalties que podrien convertir-se en crisis humanitàries globals. Es van centrar en 11 malalties que causen relativament poques morts en l'actualitat i afecten principalment els pobres, que s'han destacat com a riscos de pandèmia:
- Febre hemorràgica de Crimea-Congo
- Chikungunya
- Ebola
- Febre de Lassa
- Malaltia per virus de Marburg
- Coronavirus de la síndrome respiratòria d'Orient Mitjà
- Infecció pel virus de Nipah
- Febre de la Vall del Rift
- Síndrome respiratòria aguda sever
- Febre intensa amb síndrome de trombocitopenia
- Zika

Van estimar que costaria entre $2,8 mil milions i $3,7 mil milions desenvolupar almenys una vacuna per a cadascun d'ells. Això ha de comparar-se amb el cost potencial d'un brot. El brot de SARS de 2003 a Àsia oriental va costar 54.000 milions de dòlars.

## Galeria

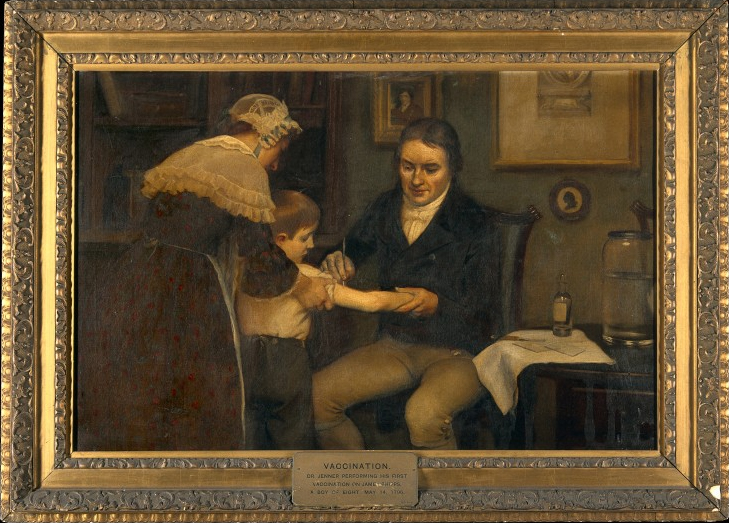
El Dr. Jenner realitza la seva primera vacunació a James Phipps, un nen de 8 anys, el 14 de maig de 1796. Pintura d'Ernest Board (principis del segle XX)
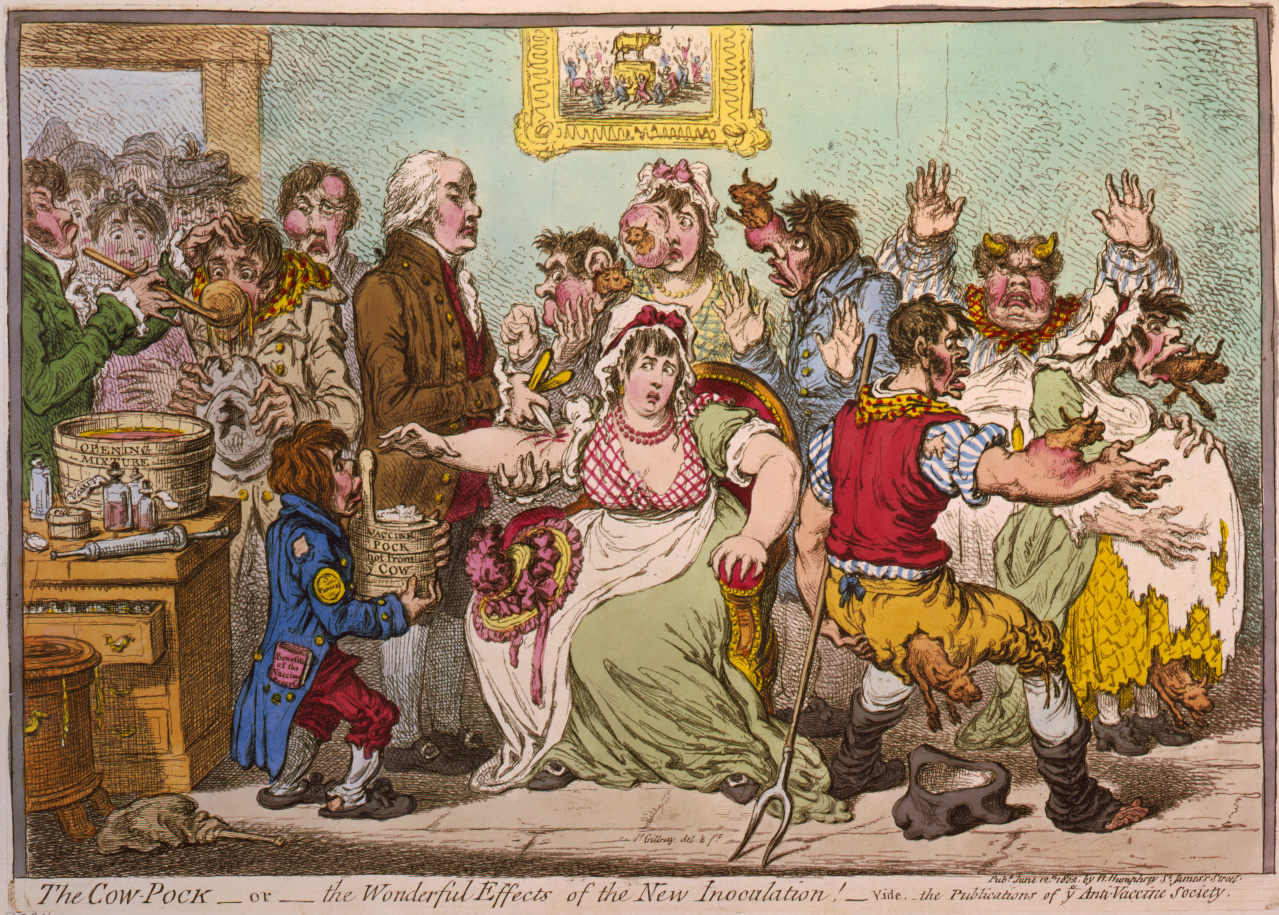
The Cow-Pock, de James Gillray, o els meravellosos efectes de la nova vacuna!, una caricatura del 1802 de pacients vacunats que temien que els fes brotar apèndixs semblants a les d'una vaca
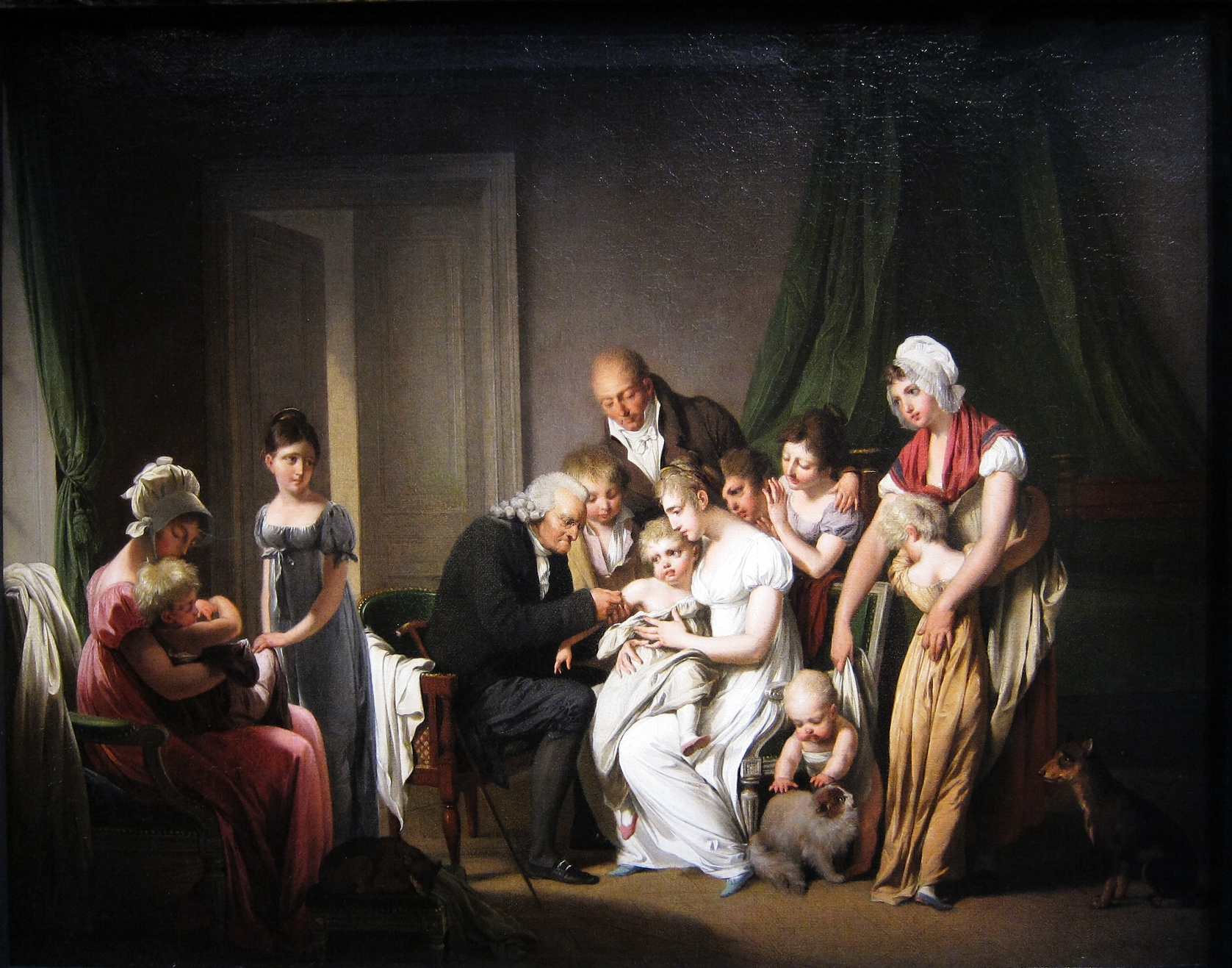
La vacuna o Le préjugé vaincu de Louis-Léopold Boilly, 1807
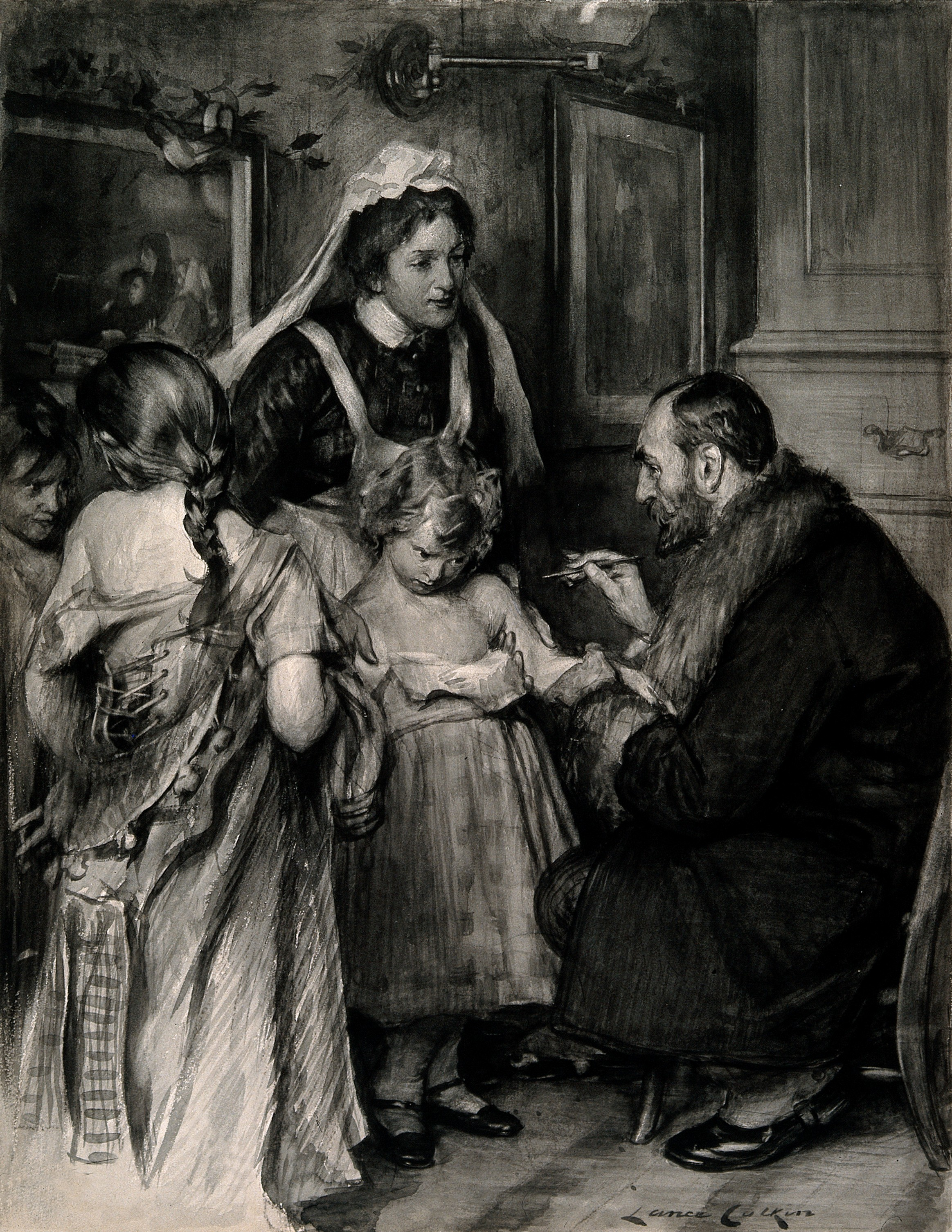
Un metge vacunant una nena petita, altres nenes amb bruses soltes esperen el seu torn amb aprensió per Lance Calkin
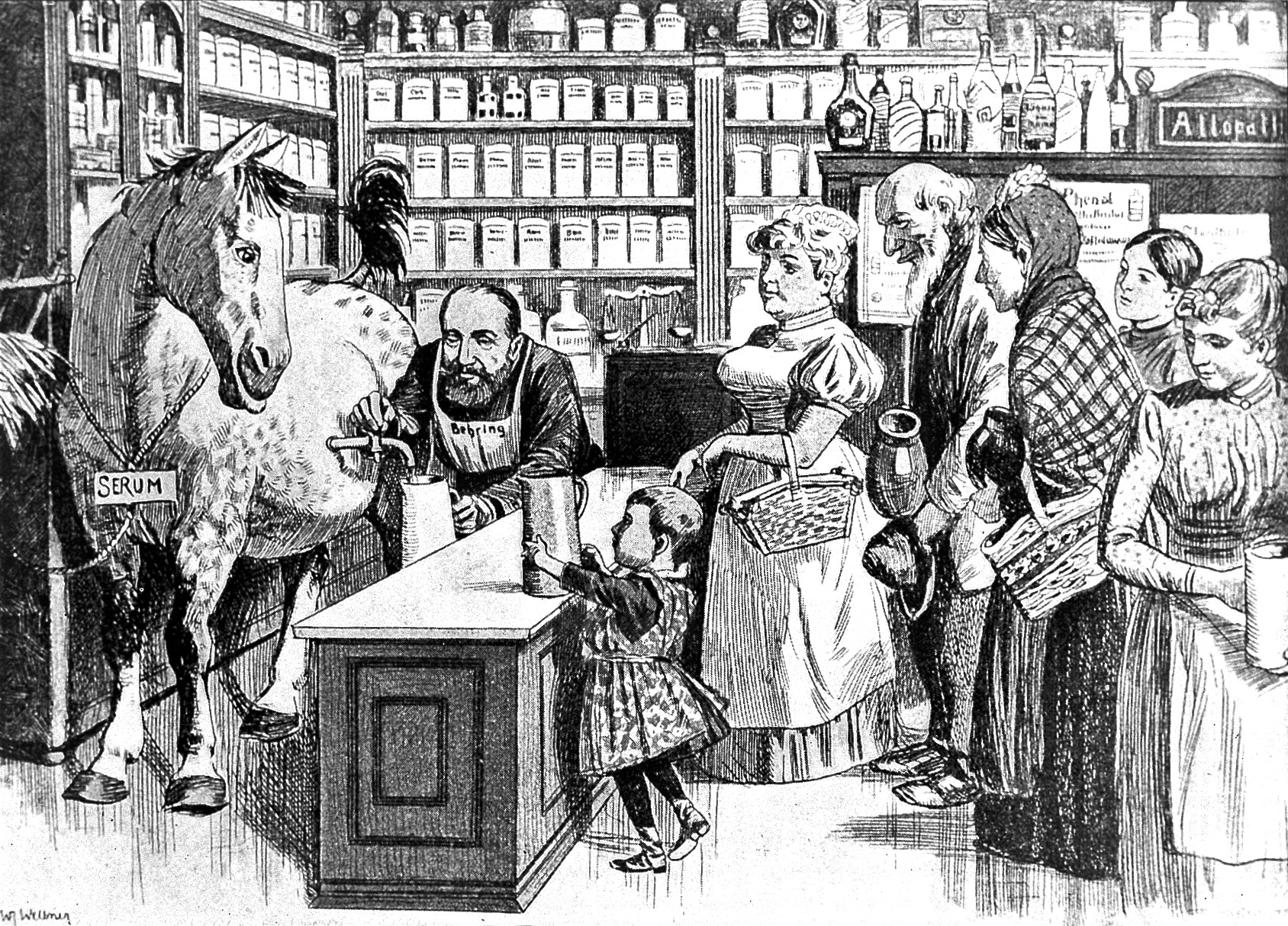
Caricatura alemanya que mostra a von Behring extraient el sèrum amb un toc.
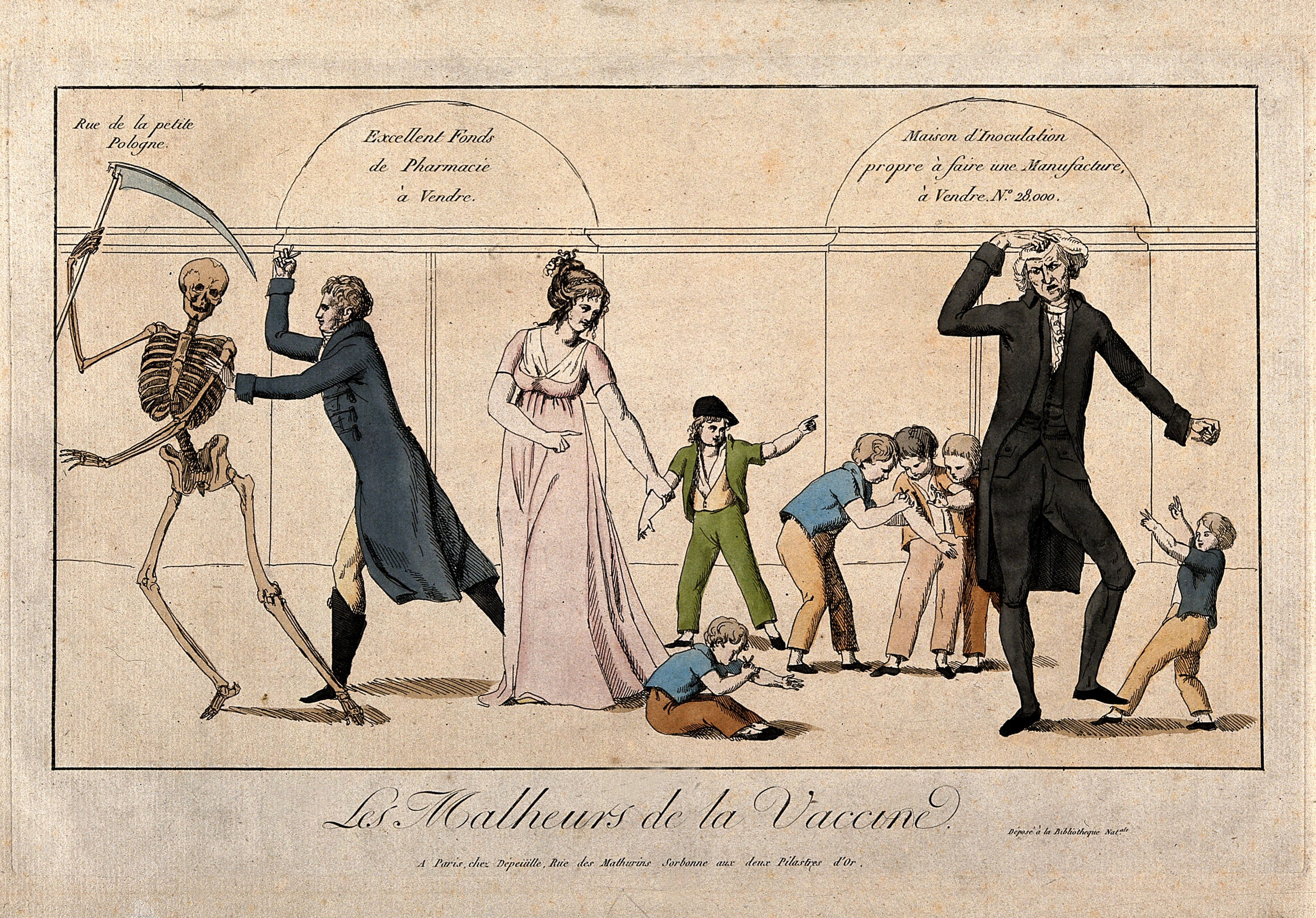
Les Malheurs de la Vaccine (La història de la vacunació vista des d'un punt de vista econòmic: una farmàcia a la venda; un inòcul antiquat venent el seu local; Jenner, a l'esquerra, persegueix un esquelet amb una llanceta)